# Vjekoslav Huzjak
Vjekoslav Huzjak (ur. 25 lutego 1960 w Jalžabecie) – chorwacki duchowny katolicki, biskup Bjelovar-Križevci od 2010.

## Życiorys

### Prezbiterat
Święcenia kapłańskie otrzymał 29 czerwca 1986 i został inkardynowany do archidiecezji zagrzebskiej. Przez kilka lat pracował jako duszpasterz parafialny, zaś w latach 1993-1999 studiował w Rzymie. W 1997 został prezbiterem nowo powstałej diecezji Varaždin. Po powrocie do kraju został sekretarz generalnym chorwackiej Konferencji Episkopatu.

### Episkopat
5 grudnia 2009 papież Benedykt XVI mianował go biskupem ordynariuszem nowo powstałej diecezji Bjelovar-Križevci. Sakry biskupiej 20 marca 2010 udzielił mu kard. Josip Bozanić. 11 stycznia 2019 podczas polowania na dziki przypadkowo postrzelił innego myśliwego.